# Torneo de Hua Hin 2023
El Tailandia Open 2023 fue un torneo de tenis profesional jugado en canchas duras al aire libre. Se trató de la 5.ª edición del torneo que formó parte de los torneos WTA 250. Se llevó a cabo en Hua Hin, Tailandia, del 30 de enero – 5 de febrero de 2023.

## Distribución de puntos
| Modalidad           | Campeona | Finalista | Semifinales | Cuartos de final | 2ª ronda | 1ª ronda | Clasificadas | 2ª ronda de clasificación | 1ª ronda de clasificación |
| Individual femenino | 280      | 180       | 110         | 60               | 30       | 1        | 18           | 12                        | 1                         |
| Dobles femenino     | 280      | 180       | 110         | 60               | 1        | -        | -            | -                         | -                         |

## Cabezas de serie

### Individual femenino
| Tenista           | Ranking | Preclasificada |
| Bianca Andreescu  | 43      | 1              |
| Yulia Putintseva  | 47      | 2              |
| Xiyu Wang         | 53      | 3              |
| Anna Kalinskaya   | 59      | 4              |
| Marta Kostyuk     | 61      | 5              |
| Tatjana Maria     | 71      | 6              |
| Xiyu Wang         | 79      | 7              |
| Linda Fruhvirtová | 82      | 8              |

- Ranking del 16 de enero de 2023.[2]

### Dobles femenino
| Tenista                           | Ranking | Preclasificada |
| Ellen Perez Tamara Zidanšek       | 67      | 1              |
| Miyu Kato Aldila Sutjiadi         | 76      | 2              |
| Marta Kostyuk Elena-Gabriela Ruse | 127     | 3              |
| Latisha Chan Alexa Guarachi       | 134     | 4              |

## Campeonas

### Individual femenino
Lin Zhu venció a  Lesia Tsurenko por 6-4, 6-4

### Dobles femenino
Hao-Ching Chan /  Fang-Hsien Wu vencieron a  Xinyu Wang /  Lin Zhu por 6-1, 7-6(8-6)